# セントライト記念
セントライト記念（セントライトきねん）は、日本中央競馬会（JRA）が中山競馬場で施行する中央競馬の重賞競走（GII）である。1995年から菊花賞トライアルに指定されており、競馬番組表での名称は「朝日杯セントライト記念（菊花賞トライアル）」と表記される。
競走名のセントライト（父ダイオライト、母フリッパンシー）は1941年に横浜農林省賞典四歳呼馬（現・皐月賞）、東京優駿、京都農林省賞典四歳呼馬（現・菊花賞）を制し、日本競馬史上初の三冠馬となった。種牡馬となってからもオーライト（第15回平和賞優勝）やオーエンス（第21回天皇賞優勝）などの活躍馬を輩出し、1984年にはその功績を称えて顕彰馬に選出された。
2014年より寄贈賞を提供する朝日新聞社は、東京など全国4ヶ所に本社を置く新聞社。東京朝日新聞以来の伝統を持つ朝日新聞東京本社が所管する。
正賞は朝日新聞社賞（朝日新聞社は菊花賞でも正賞の一つに名を連ねている）。

## 概要

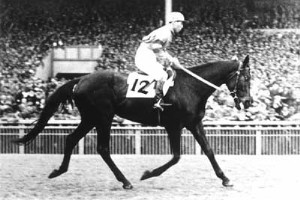
セントライト(1938-1965)

日本競馬史上初の三冠馬であるセントライトを記念して1947年に創設された、4歳（現3歳）馬限定の重賞競走。創設時は東京競馬場の芝2400mで別定戦として行われていたが、施行距離や施行場は幾度かの変遷を経て、1980年から中山競馬場・芝2200m（外回り）で定着。1955年までは牡馬限定戦で行われていた。

朝日新聞の寄贈賞は、2013年まで中山競馬場で行われていたGI朝日杯フューチュリティステークスが阪神競馬場へ移設されるのに際して、関東地区に「朝日杯」の名が付く重賞を残すため、同年まで同じ時期に阪神競馬場で施行されていたGIII朝日チャレンジカップ（現・チャレンジカップ）からの振り替えで付けられるようになった。それ以前の2011年までは関東地方で競馬中継（『競馬実況中継』）を実施しているアール・エフ・ラジオ日本（旧・ラジオ関東）の寄贈賞があり「ラジオ日本賞セントライト記念」と呼ばれていた。
1991年から当レース3着までの馬に菊花賞の優先出走権が付与される「菊花賞指定オープン重賞」（1995年以後はすべての指定オープンがトライアル競走に正式認定）となった。外国産馬は、2007年より優先出走権が付与されるようになった。
地方競馬所属馬は1995年より出走が可能になった。外国産馬は2001年より出走可能になり、2010年からは外国馬も出走可能な国際競走となった。
2017年からは、JRA設立を記念した9月の3日間開催『JRAアニバーサリーウィーク』の掉尾を飾る重賞として定着している。

### 競走条件
以下の内容は、2024年現在のもの。
出走資格：サラ系3歳
- JRA所属馬
- 地方競馬所属馬（後述）
- 外国調教馬（優先出走）

負担重量：馬齢（牡・せん57kg、牝55kg）
菊花賞のステップ競走に指定されており、地方競馬所属馬は菊花賞の出走候補馬（3頭まで）に優先出走が認められ、3歳春のクラシック競走・NHKマイルカップで2着以内の成績を収めた馬にも出走資格がある。

### 賞金
2023年の1着賞金は5400万円で、以下2着2200万円、3着1400万円、4着810万円、5着540万円。

## 歴史
- 1947年 - 4歳牡馬による別定の重賞競走として創設、東京競馬場の芝2400mで施行[3]。
- 1951年 - 出走条件を「4歳」に変更。
- 1955年 - 名称を「農林省賞典 セントライト記念」に変更（1957年まで）[6]。
- 1964年 - 名称を「ラジオ関東賞 セントライト記念」に変更（1981年まで）[6]。
- 1982年 - 名称を「ラジオ日本賞 セントライト記念」に変更（2011年まで）[6]。
- 1984年 - グレード制施行によりGIII[注 1]に格付け。
- 1987年 - GII[注 1]に格上げ。
- 1991年 - 3着までの馬に菊花賞の優先出走権が与えられる。[6]
- 1995年
  - 指定交流競走となり、地方競馬所属馬が2頭まで出走可能になる[6]。
  - 菊花賞トライアルに指定[6]。
- 2000年 - 地方競馬所属馬の出走枠を3頭に拡大[6]。
- 2001年
  - 馬齢表示の国際基準への変更に伴い、出走条件を「3歳」に変更。
  - 混合競走に指定され、外国産馬が出走可能になる[6]。
- 2003年 - 負担重量を馬齢重量に変更。
- 2007年 - 日本のパートI国昇格に伴い、格付表記をJpnIIに変更[5]。
- 2010年
  - 国際競走に変更され、外国調教馬が9頭まで出走可能となる[7]。
  - 格付表記をGII（国際格付）に変更[7]。
- 2014年 - 名称を「朝日杯セントライト記念」に変更[3]。
- 2020年 - 新型コロナウイルスの感染拡大防止のため、「無観客競馬」として実施[11]。

### 歴代優勝馬
コース種別を表記していない距離は、芝コースを表す。
優勝馬の馬齢は、2000年以前も現行表記に揃えている。
中央所属馬の所属表記は1947年が「競馬会（日本競馬会）」、1948年 - 1953年は「国営」、1954年以降は「JRA」としている。
| 回数   | 施行日         | 競馬場 | 距離  | 優勝馬             | 性齢 | 所属   | タイム   | 優勝騎手   | 管理調教師 | 馬主                          |
| ------ | -------------- | ------ | ----- | ------------------ | ---- | ------ | -------- | ---------- | ---------- | ----------------------------- |
| 第1回  | 1947年10月12日 | 東京   | 2400m | イーストパレード   | 牡3  | 競馬会 | 2:40 2/5 | 小西喜蔵   | 田中和一郎 | 井口鈴一                      |
| 第2回  | 1948年11月21日 | 東京   | 2400m | キヨマサ           | 牡3  | 国営   | 2:37 1/5 | 石毛善衛   | 鈴木信太郎 | 加藤新平                      |
| 第3回  | 1949年11月20日 | 東京   | 2400m | トサミドリ         | 牡3  | 国営   | 2:37 4/5 | 浅野武志   | 望月与一郎 | 斉藤健二郎                    |
| 第4回  | 1950年10月22日 | 東京   | 2400m | ウイザート         | 牡3  | 国営   | 2:35 1/5 | 浅見国一   | 相羽仙一   | 岩本政一                      |
| 第5回  | 1951年11月25日 | 東京   | 2400m | ミツハタ           | 牡3  | 国営   | 2:32 0/5 | 矢野幸夫   | 東原玉造   | 河野信一                      |
| 第6回  | 1952年9月28日  | 東京   | 2400m | マサムネ           | 牡3  | 国営   | 2:33 3/5 | 二本柳俊夫 | 鈴木勝太郎 | 北竹清剛                      |
| 第7回  | 1953年9月27日  | 東京   | 2400m | ラツキータカヨシ   | 牡3  | 国営   | 2:32 0/5 | 渡辺正人   | 秋山史郎   | 高橋義雄                      |
| 第8回  | 1954年11月28日 | 東京   | 2400m | ホマレオー         | 牡3  | JRA    | 2:43 0/5 | 野平祐二   | 松山吉三郎 | 小野仁助                      |
| 第9回  | 1955年11月23日 | 東京   | 2400m | タカハギ           | 牡3  | JRA    | 2:33 0/5 | 八木沢勝美 | 尾形藤吉   | 豊島美王麿                    |
| 第10回 | 1956年10月7日  | 東京   | 2400m | キタノオー         | 牡3  | JRA    | 2:33.4   | 勝尾竹男   | 久保田金造 | 田中留治                      |
| 第11回 | 1957年10月6日  | 中山   | 2400m | セイユウ           | 牡3  | JRA    | 2:41.3   | 梶与四松   | 稲葉秀男   | 河野通                        |
| 第12回 | 1958年10月5日  | 中山   | 2400m | ヒシマサル         | 牡3  | JRA    | 2:36.2   | 小野定夫   | 矢野幸夫   | 阿部雅信                      |
| 第13回 | 1959年10月4日  | 中山   | 2400m | ハククラマ         | 牡3  | JRA    | 2:31.1   | 保田隆芳   | 尾形藤吉   | 西博                          |
| 第14回 | 1960年10月2日  | 中山   | 2400m | キタノオーザ       | 牡3  | JRA    | 2:30.8   | 伊藤竹男   | 久保田金造 | 田中清司                      |
| 第15回 | 1961年10月1日  | 中山   | 2400m | ケンロクオー       | 牡3  | JRA    | 2:30.7   | 古山良司   | 藤本冨良   | 長山善建                      |
| 第16回 | 1962年9月30日  | 中山   | 2400m | リユウムサシ       | 牡3  | JRA    | 2:31.8   | 保田隆芳   | 元石正雄   | 田中彰治                      |
| 第17回 | 1963年10月13日 | 中山   | 2400m | グレートヨルカ     | 牡3  | JRA    | 2:30.3   | 保田隆芳   | 尾形藤吉   | 小野晃                        |
| 第18回 | 1964年10月4日  | 中山   | 2400m | ウメノチカラ       | 牡3  | JRA    | 2:29.9   | 伊藤竹男   | 古賀嘉蔵   | 梅野昇                        |
| 第19回 | 1965年10月3日  | 中山   | 2400m | キクノスズラン     | 牝3  | JRA    | 2:31.2   | 森安重勝   | 山岡寿恵次 | 田中弘                        |
| 第20回 | 1966年10月9日  | 東京   | 2400m | ヒロイサミ         | 牡3  | JRA    | 2:28.8   | 郷原洋行   | 野平省三   | 勝川平太郎                    |
| 第21回 | 1967年10月1日  | 中山   | 2200m | モンタサン         | 牡3  | JRA    | 2:16.2   | 油木宣夫   | 矢野幸夫   | 古知政市                      |
| 第22回 | 1968年10月6日  | 東京   | 2400m | アサカオー         | 牡3  | JRA    | 2:29.1   | 加賀武見   | 中村広     | 浅香源二                      |
| 第23回 | 1969年10月5日  | 中山   | 2200m | アカネテンリュウ   | 牡3  | JRA    | 2:18.0   | 丸目敏栄   | 橋本輝雄   | 関野栄一                      |
| 第24回 | 1970年10月4日  | 中山   | 2200m | クリシバ           | 牡3  | JRA    | 2:16.4   | 郷原洋行   | 吉野勇     | 栗林友二                      |
| 第25回 | 1971年10月3日  | 中山   | 2200m | ベルワイド         | 牡3  | JRA    | 2:17.1   | 加賀武見   | 阿部正太郎 | 鈴木賢一                      |
| 第26回 | 1972年10月1日  | 中山   | 2200m | タイホウシロー     | 牡3  | JRA    | 2:15.5   | 柴田政人   | 高松三太   | 大岩貴                        |
| 第27回 | 1973年9月30日  | 中山   | 2200m | ヌアージターフ     | 牡3  | JRA    | 2:15.0   | 白石一典   | 橋本輝雄   | 佐藤重治                      |
| 第28回 | 1974年9月29日  | 東京   | 2400m | スルガスンプジョウ | 牡3  | JRA    | 2:28.9   | 蛯沢誠治   | 成宮明光   | 望月茂                        |
| 第29回 | 1975年9月28日  | 中山   | 2200m | イシノアラシ       | 牡3  | JRA    | 2:14.6   | 加賀武見   | 浅野武志   | 石嶋清仁                      |
| 第30回 | 1976年10月3日  | 東京   | 2400m | ニッポーキング     | 牡3  | JRA    | 2:27.8   | 郷原洋行   | 久保田金造 | 山石祐一                      |
| 第31回 | 1977年10月2日  | 東京   | 2400m | プレストウコウ     | 牡3  | JRA    | 2:26.9   | 郷原洋行   | 加藤朝治郎 | 渡辺喜八郎                    |
| 第32回 | 1978年10月1日  | 東京   | 2400m | サクラショウリ     | 牡3  | JRA    | 2:26.4   | 小島太     | 久保田彦之 | （株）さくらコマース          |
| 第33回 | 1979年9月30日  | 東京   | 2400m | ビンゴガルー       | 牡3  | JRA    | 2:31.1   | 中野栄治   | 久保田彦之 | （有）芦屋                    |
| 第34回 | 1980年9月28日  | 中山   | 2200m | モンテプリンス     | 牡3  | JRA    | 2:16.9   | 吉永正人   | 松山吉三郎 | 毛利喜八                      |
| 第35回 | 1981年9月27日  | 中山   | 2200m | メジロティターン   | 牡3  | JRA    | 2:16.6   | 伊藤正徳   | 尾形藤吉   | メジロ商事（株）              |
| 第36回 | 1982年10月3日  | 中山   | 2200m | ホスピタリテイ     | 牡3  | JRA    | 2:18.1   | 嶋田功     | 稲葉幸夫   | 渡辺喜八郎                    |
| 第37回 | 1983年10月2日  | 中山   | 2200m | メジロハイネ       | 牝3  | JRA    | 2:14.5   | 的場均     | 大久保洋吉 | メジロ商事（株）              |
| 第38回 | 1984年9月30日  | 中山   | 2200m | シンボリルドルフ   | 牡3  | JRA    | 2:13.4   | 岡部幸雄   | 野平祐二   | シンボリ牧場                  |
| 第39回 | 1985年9月29日  | 中山   | 2200m | タイガーボーイ     | 牡3  | JRA    | 2:19.5   | 加賀武見   | 阿部新生   | 穴澤正                        |
| 第40回 | 1986年9月28日  | 中山   | 2200m | レジェンドテイオー | 牡3  | JRA    | 2:14.5   | 柴田政人   | 田村駿仁   | 古岡秀人                      |
| 第41回 | 1987年9月27日  | 中山   | 2200m | メリーナイス       | 牡3  | JRA    | 2:13.9   | 根本康広   | 橋本輝雄   | 浦房子                        |
| 第42回 | 1988年9月25日  | 新潟   | 2200m | ダイゴウシュール   | 牡3  | JRA    | 2:16.0   | 大崎昭一   | 柴田寛     | 金田至弘                      |
| 第43回 | 1989年9月24日  | 中山   | 2200m | サクラホクトオー   | 牡3  | JRA    | 2:14.5   | 小島太     | 境勝太郎   | （株）さくらコマース          |
| 第44回 | 1990年9月23日  | 中山   | 2200m | ホワイトストーン   | 牡3  | JRA    | 2:13.0   | 柴田政人   | 高松邦男   | 安藤博                        |
| 第45回 | 1991年9月22日  | 中山   | 2200m | ストロングカイザー | 牡3  | JRA    | 2:12.7   | 増沢末夫   | 元石孝昭   | 村木篤                        |
| 第46回 | 1992年9月27日  | 中山   | 2200m | レガシーワールド   | 騸3  | JRA    | 2:13.6   | 小島貞博   | 戸山為夫   | （株）ホースタジマ            |
| 第47回 | 1993年9月26日  | 中山   | 2200m | ラガーチャンピオン | 牡3  | JRA    | 2:14.8   | 藤田伸二   | 山内研二   | 奥村啓二                      |
| 第48回 | 1994年9月25日  | 中山   | 2200m | ウインドフィールズ | 牡3  | JRA    | 2:15.9   | 東信二     | 谷原義明   | 服部英男                      |
| 第49回 | 1995年9月24日  | 中山   | 2200m | サンデーウェル     | 牡3  | JRA    | 2:13.6   | 中舘英二   | 森秀行     | 鈴木義孝                      |
| 第50回 | 1996年9月23日  | 中山   | 2200m | ローゼンカバリー   | 牡3  | JRA    | 2:20.1   | 柴田善臣   | 鈴木康弘   | （有）社台レースホース        |
| 第51回 | 1997年9月21日  | 中山   | 2200m | シャコーテスコ     | 牡3  | JRA    | 2:16.9   | 蛯沢誠治   | 野平祐二   | （株）シャコー                |
| 第52回 | 1998年9月27日  | 中山   | 2200m | レオリュウホウ     | 牡3  | JRA    | 2:17.9   | 江田照男   | 杉浦宏昭   | （株）レオ                    |
| 第53回 | 1999年9月26日  | 中山   | 2200m | ブラックタキシード | 牡3  | JRA    | 2:13.7   | 的場均     | 尾形充弘   | 金子真人                      |
| 第54回 | 2000年9月17日  | 中山   | 2200m | アドマイヤボス     | 牡3  | JRA    | 2:16.9   | 後藤浩輝   | 橋田満     | 近藤利一                      |
| 第55回 | 2001年9月16日  | 中山   | 2200m | シンコウカリド     | 牡3  | JRA    | 2:13.1   | 田中勝春   | 宗像義忠   | 飯田正                        |
| 第56回 | 2002年9月15日  | 新潟   | 2200m | バランスオブゲーム | 牡3  | JRA    | 2:12.9   | 田中勝春   | 宗像義忠   | 薗部博之                      |
| 第57回 | 2003年9月21日  | 中山   | 2200m | ヴィータローザ     | 牡3  | JRA    | 2:24.5   | 蛯名正義   | 橋口弘次郎 | （有）サンデーレーシング      |
| 第58回 | 2004年9月19日  | 中山   | 2200m | コスモバルク       | 牡3  | 北海道 | 2:10.1   | 五十嵐冬樹 | 田部和則   | 岡田美佐子                    |
| 第59回 | 2005年9月18日  | 中山   | 2200m | キングストレイル   | 牡3  | JRA    | 2:11.8   | 北村宏司   | 藤沢和雄   | （有）サンデーレーシング      |
| 第60回 | 2006年9月17日  | 中山   | 2200m | トーセンシャナオー | 牡3  | JRA    | 2:13.1   | L.イネス   | 森秀行     | 島川隆哉                      |
| 第61回 | 2007年9月16日  | 中山   | 2200m | ロックドゥカンブ   | 牡3  | JRA    | 2:12.0   | 柴山雄一   | 堀宣行     | 吉田和美                      |
| 第62回 | 2008年9月21日  | 中山   | 2200m | ダイワワイルドボア | 牡3  | JRA    | 2:14.6   | 北村宏司   | 上原博之   | 大城敬三                      |
| 第63回 | 2009年9月20日  | 中山   | 2200m | ナカヤマフェスタ   | 牡3  | JRA    | 2:12.0   | 蛯名正義   | 二ノ宮敬宇 | 和泉信子                      |
| 第64回 | 2010年9月19日  | 中山   | 2200m | クォークスター     | 牡3  | JRA    | 2:10.9   | 藤岡佑介   | 堀宣行     | （有）社台レースホース        |
| 第65回 | 2011年9月18日  | 中山   | 2200m | フェイトフルウォー | 牡3  | JRA    | 2:10.3   | 柴田善臣   | 伊藤伸一   | （有）社台レースホース        |
| 第66回 | 2012年9月17日  | 中山   | 2200m | フェノーメノ       | 牡3  | JRA    | 2:10.8   | 蛯名正義   | 戸田博文   | （有）サンデーレーシング      |
| 第67回 | 2013年9月17日  | 中山   | 2200m | ユールシンギング   | 牡3  | JRA    | 2:13.5   | 北村宏司   | 勢司和浩   | （有）社台レースホース        |
| 第68回 | 2014年9月21日  | 新潟   | 2200m | イスラボニータ     | 牡3  | JRA    | 2:11.7   | 蛯名正義   | 栗田博憲   | （有）社台レースホース        |
| 第69回 | 2015年9月21日  | 中山   | 2200m | キタサンブラック   | 牡3  | JRA    | 2:13.8   | 北村宏司   | 清水久詞   | （有）大野商事                |
| 第70回 | 2016年9月18日  | 中山   | 2200m | ディーマジェスティ | 牡3  | JRA    | 2:13.1   | 蛯名正義   | 二ノ宮敬宇 | 嶋田賢                        |
| 第71回 | 2017年9月18日  | 中山   | 2200m | ミッキースワロー   | 牡3  | JRA    | 2:12.7   | 横山典弘   | 菊沢隆徳   | 野田みづき                    |
| 第72回 | 2018年9月17日  | 中山   | 2200m | ジェネラーレウーノ | 牡3  | JRA    | 2:12.1   | 田辺裕信   | 矢野英一   | （株）Gリビエール・レーシング |
| 第73回 | 2019年9月16日  | 中山   | 2200m | リオンリオン       | 牡3  | JRA    | 2:11.5   | 横山典弘   | 松永幹夫   | 寺田千代乃                    |
| 第74回 | 2020年9月21日  | 中山   | 2200m | バビット           | 牡3  | JRA    | 2:15.0   | 内田博幸   | 浜田多実雄 | 宮田直也                      |
| 第75回 | 2021年9月20日  | 中山   | 2200m | アサマノイタズラ   | 牡3  | JRA    | 2:12.3   | 田辺裕信   | 手塚貴久   | 星野壽市                      |
| 第76回 | 2022年9月19日  | 中山   | 2200m | ガイアフォース     | 牡3  | JRA    | 2:11.8   | 松山弘平   | 杉山晴紀   | KRジャパン                    |
| 第77回 | 2023年9月18日  | 中山   | 2200m | レーベンスティール | 牡3  | JRA    | 2:11.4   | J.モレイラ | 田中博康   | （有）キャロットファーム      |
| 第78回 | 2024年9月16日  | 中山   | 2200m | アーバンシック     | 牡3  | JRA    | 2:11.6   | C.ルメール | 武井亮     | （有）シルクレーシング        |